# Дрепкауць
Дрепкауць (рум. Drepcăuţi) — село в Молдові в Бричанському районі. Утворює окрему комуну.

## Географія
Дрепкауць розташований на півночі Молдови на трасі Кишинів-Чернівці. Відстань до залізничної станції Липкани - 9 км, до районного центру Бричани - 33 км, до Кишинева - 265 км.

## Історія
Сучасну назву Дрепкауць вказано в документі від 15 липня 1702 року, але як окреме село на карті Хотинського повіту його позначено лише після 1812 року.
За даними на 1859 рік у власницькому селі Дребкоуці Хотинського повіту Бессарабської губернії, мешкало 1062 особи (549 чоловічої статі та 513 — жіночої), налічувалось 147 дворових господарств, існувала православна церква.
Станом на 1886 рік у царачькому селі Дребкоуці Липканської волості, мешкало 1210 осіб, налічувалось 211 дворових господарств, існували православна церква та школа.

## Населення
Статистичний словник Республіки Молдова від 1994 року зафіксував 1195 домогосподарств з 2945 мешканцями в селі.
Згідно з переписом населення 2004 року кількість українців - 39 осіб (1,5%).

### Національність
Розподіл населення за національністю за даними перепису 2014 року:
| Мова             | Відсоток |
| ---------------- | -------- |
| молдовани/румуни | 97,16%   |
| українці         | 1,52%    |
| росіяни          | 0,58%    |
| гагаузи          | 0,12%    |
| інші             | 0,62%    |